# 豬奶

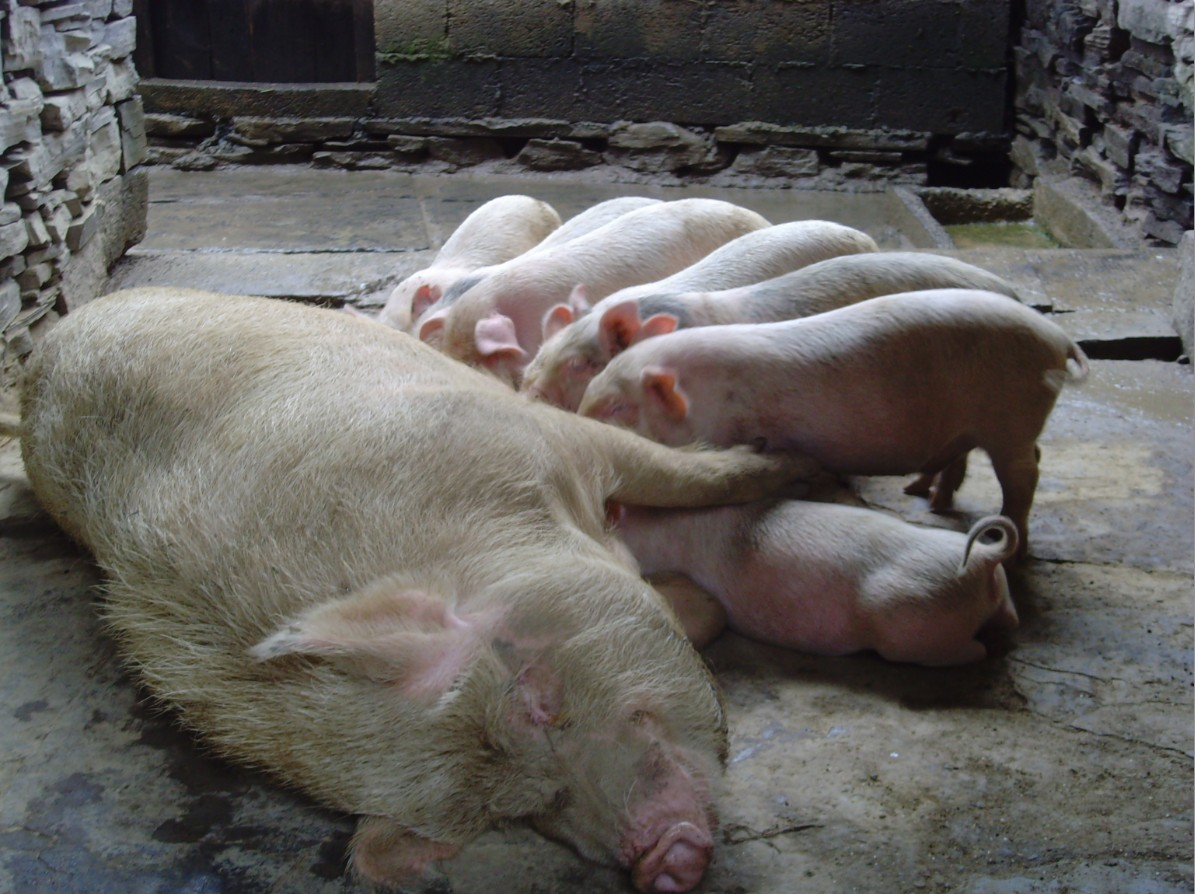
小豬正在饮用豬奶

猪奶是指来自猪的乳，一般由小猪饮用。它的成分与牛奶相似，但脂肪含量较高，水分较多。不過，人類史上飲用豬奶的紀錄極為罕見，猪奶也不被认为是一种可行的农产品。人们曾多次尝试生产猪奶奶酪，其中有一些已经成功。但因豬奶採集不易，故此種奶酪也較其他種來得更為昂貴。荷蘭曾有酪農成功以豬奶製造奶酪並在網路上拍賣，每磅要價約1500歐元。